# 서울 이랜드 FC 2019 시즌
서울 이랜드 FC의 2019 시즌은 창단 후 5번째 시즌이다. K리그2 2018 시즌 종료 후, 4대 감독 인창수가 계약만료로 팀을 떠났고, 12월 15일 5대 감독으로 2017 시즌 코치직, 2018 시즌 수석 스카우터직을 맡고 있던 김현수가 선임되었다. 새로운 감독의 선임과 함께 코칭스태프 인선도 곧 마무리되었다. 12월 26일 광성중학교 코치 출신 우성용, K리그2 2018 시즌 아산 무궁화의 우승을 이끌었던 코치 유병훈, KC대학교 감독직을 맡고 있던 구대령을 일반 코치로 영입하였다. 피지컬 코치로는 정현규 코치가 발탁되었으며, 골키퍼 코치는 기존의 황희훈 골키퍼 코치 체제를 유지하였다.
그러나 K리그2 2019 시즌을 앞두고, 서울 이랜드 FC는 홈 경기장이 확정되지 않아 골머리를 앓았다. 제 100회 전국체육대회가 10월 4일 잠실종합운동장에서 열리게 되면서, 3월부터 7월까지 보수공사가 진행될 예정으로, 서울 이랜드 FC는 이 기간 동안 홈 경기장으로써 잠실종합운동장을 사용할 수 없게 된 것이다. 공사 기간 뿐만 아니라 전국체전 예선, 장애인체전까지 진행해야하는 상황이라, 9월 내지는 10월까지 사용할 수 없는 상태에 이른 것이다. 이에 프로축구연맹은 2~3월 간 보조구장 공사를 우선적으로 마쳐, 서울 이랜드 FC가 보조구장을 우선 사용하고, 종합운동장은 4~7월에 공사하는 것으로 시차를 두는 방안을 제시하였다. 그러나 서울시 체육시설관리사업소는 이를 완강하게 거부하면서, 서울 이랜드 FC의 홈 구장 사용은 암막에 가려지게 되었다. 1월 22일 결국 시즌 7경기만 서울올림픽주경기장을 사용하는 것이 확정된 채 경기 일정을 발표하였다.
2월 11일 서울 이랜드 FC가 시즌 6경기를 천안종합운동장에서 개최하게 되었다는 충격적인 소식이 발표되었다. 구단은 지속적으로 보조구장 활용방안을 제시하였지만, 이미 공사기간이 코앞에 닥친 만큼 허가 받기는 어려운 상황이었다. 그리하여 구단은 뒤늦게 새로운 홈 구장을 찾아나섰지만, 연고지인 서울특별시 내에는 규정에 적합한 경기장이 서울올림픽주경기장과 서울월드컵경기장 두 곳 뿐이었다. 효창운동장과 목동운동장은 인조잔디가 깔려있는 관계로, K리그 규정에 부합하지 않기 때문이었다. 실제로 목동운동장의 잔디교체를 고려해보았으나, 시간적인 여건이 모자랐다. 또한 서울시시설관리공단과 한국프로축구연맹, FC 서울이 한 자리에 모여 서울월드컵경기장의 공동운영도 논의해보았으나, 이 또한 이미 FC 서울의 경기 일정이 나와 있는 상태라 변경에 어려움이 있었다. 따라서 서울 내에 축구를 할 수 있는 모든 경기장이 이용 불가 판정을 받으며, 서울 외 지역으로 떠나게 되었던 것이다. 서울 외 지역에서는 천안시가 가장 적극적인 움직임을 보였으며, 구단은 2017년 FIFA U-20 월드컵 개최로 인해 경기장이 전면 개보수 된 점과, 접근성이 용이하다는 판단을 내리고 천안종합운동장을 임시 홈 구장으로 선정하였던 것이다.

## 겨울 이적시장

### 영입
12월 20일 서울 이랜드 FC는 신인선수 6명과 자유계약을 맺고 영입하였다. 서울 이랜드 역사상 최초로 구단 유스 출신 프로계약 1호를 맺은 공격수 이상헌이 영입되었다. U리그에서 활약하던 대학 축구 선수 중에서는 용인대학교 축구부 출신 공격수 이민규, 인천대학교 축구부 출신 수비수 김호준, 전주대학교 축구부 출신 서경주가 영입되었다. 고등학교 졸업 후 곧바로 프로무대에 진출한 선수는 천안제일고등학교 축구부 출신 윙어 고준영, 부평고등학교 출신 미드필더 김민서가 영입되었다.
12월 24일 프로 선수에 대한 첫 영입 또한 이루어졌으며, J1리그 방포레 고후에서 활약하던 수비수 변준범을 영입하였다. 본격적으로 보강을 시작한 서울 이랜드는 유망주에 대한 임대계약도 지속했다. 12월 27일 포항 스틸러스 유스 출신으로, 2018 시즌 R리그 득점왕으로 등극한 미드필더 혹은 수비수인 권기표를 포항 스틸러스로부터 임대 영입하였다. 12월 31일에는 K리그2 2018시즌 FC 안양으로 임대되어 활약했던 대구 FC의 스트라이커 김경준을 영입하였다. 2019년 1월 1일 이후 K리그 자유계약대상자와 공식적인 협상 및 이적이 가능해졌고, 서울 이랜드는 1월 3일 인천 유나이티드에서 자유계약으로 풀려난 미드필더 윤상호와 계약을 체결하였다. 이후 국내 선수 뿐만이 아니라, 외국인 선수에 대한 영입도 공시하기 시작하였다. 1월 8일 과거 울산 현대에서 활약했던 J1리그 시미즈 에스펄스의 일본 미드필더 마스다 지카시를 영입하였다. 곧바로 1월 9일 2018 시즌 광주 FC에서 1년간 임대로 활약했던 고이아스 EC의 브라질 공격수 호브종 카를루스 두아르치를 영입하였음을 발표했다.
1월 10일 구단 페이스북 공식 계정을 통해 3명의 선수가 더 영입되었음이 밝혀졌다. 안산 그리너스 FC로부터 미드필더 김태현이 영입되었으며, 송호대학교 축구부 출신 골키퍼 서동현, 상지대학교 축구부 출신 골키퍼 김영호가 추가로 선발되었다. 이후 선수단은 태국 촌부리로 전지훈련을 떠났으나, 지속적으로 신규 계약을 맺으며 구단을 강화해 나갔다. 1월 19일 전남 드래곤즈로부터 센터백 이경렬을 영입하였다. 1월 21일 부산 아이파크로부터 스트라이커 김동섭을 영입하였다. 1월 22일 K리그 챌린지 2017 시즌 함께했었으며, K리그2 2018 시즌 FC 안양에서 활발한 득점력으로 리그 득점 수 2위를 기록한 브라질의 스트라이커 웨즐레이 알레스 마이올리누 또한 영입하였다. 이는 2년만에 서울 이랜드 FC로 복귀한 것이며, 3년 동안 FC 안양과 서울 이랜드를 4번 번갈아 뛰게 된 케이스가 되었다. 2월 1일 아산 무궁화에서 군 복무를 마친 미드필더 김민균이 FC 안양과 상호합의 하에 계약을 해지하고 서울 이랜드 FC와 계약을 맺었다. 2월 18일 아산 무궁화에서 군 복무를 마친 또다른 미드필더 허범산과 공격적인 풀백으로 알려진 김도윤을 동시에 영입하였다.

### 방출
K리그2 2018 시즌 최하위로 시즌을 마감한 서울 이랜드 FC의 선수단에는 칼바람이 불었다. 12월 28일 서울 이랜드에서 107경기를 뛰며 활약했던 수비수 전민광이 K리그1 포항 스틸러스로 이적하였다. 12월 31일 서울 이랜드에서 73경기 출장 10골 10도움을 기록한 윙어 최오백이 K리그1으로 막 승격한 성남 FC로 이적하였다. 2019년 1월 4일 서울 이랜드에서 72경기 출장 37골 10도움을 기록하는 대활약을 펼친 스트라이커 주민규가 K리그1 울산 현대로 이적하였다. 1월 5일 서울 이랜드 FC 2018 시즌 6골을 기록하며 팀 내 최다 득점자로 올라섰던 미드필더 조재완이 K리그1 강원 FC로 이적하였다.
서울 이랜드 FC는 2018 시즌 종료 이후, 14명의 자유계약대상자(FA)가 있었다. 그 명단으로는 공격수 탁우선, 조찬호, 미드필더 최치원, 고차원, 조용태, 김창욱, 김준태, 김재웅, 수비수 김태은, 이예찬, 안동혁, 안성빈, 김재현, 그리고 골키퍼 안지현이 있었다. 그러나 1월 10일 구단 페이스북 공식 계정을 통해 FA 대상자였던 선수들에게 전원 방출 통보 하였음이 밝혀졌다. 최치원은 상주 상무에 지원을 상태로, 1차 서류전형까지 합격한 상태였으나, 1월 10일 최종불합격 통보를 받음과 동시에 구단에서 자유계약으로 풀려났다. 안지현 골키퍼는 계약만료 공시 직후, 개인 SNS를 통해 축구 선수 생활을 마무리하고 은퇴함을 팬들에게 알렸다. 이들과 더불어 기존에 있던 외국인 선수 3명 아르헨티나 스트라이커 디에고 오스발도 비엘키에비츠, 칠레 윙어 이그나시오 에레라, 크로아티아 센터백 이반 헤르체그 모두 계약 만료로 팀을 떠났음도 밝혀졌다. 이 외에 임대 이적을 떠난 선수도 있었다. 왼쪽 풀백 김지훈은 K3리그 어드밴스 포천 시민축구단으로 임대 이적을 떠났다. 센터백 조향기는 내셔널리그 창원시청으로 1년 임대 계약 연장을 맺었다.
1월 10일 풀백 감한솔이 부천 FC 1995로 이적했다.

## 프리시즌
2019년 서울 이랜드 FC의 프리시즌 전지훈련 장소는 태국 촌부리와, 대한민국 부산광역시이다. 1월 11일 촌부리로 출국하여, 2월 2일까지 첫 전지 훈련을 소화한다. 이 후 잠깐의 휴식기를 가지다가 2월 6일부터 2월 22일까지 부산 기장군에 머무른다. 2월 9일부터 2월 10일까지 1박 2일 간 팬들을 전지훈련지에 초대하는 팸투어를 운영하기도 하였다. 숙소는 선수단과 같은 해운대 글로리콘도를 사용하였다.

### 연습 경기 결과
| 날짜     | 상대팀                        | 결과 | 스코어 | 득점                          | 도움 | 경기장             |
| -------- | ----------------------------- | ---- | ------ | ----------------------------- | ---- | ------------------ |
| 1월 24일 | 인천대학교                    | 승   | 1-0    | 고준영                        |      | 촌부리             |
| 1월 26일 | 대한민국 U-22 축구 국가대표팀 | 패   | 1-3    | 김경준                        |      | 촌부리             |
| 1월 31일 | 경남 FC                       | 승   | 4-3    | 두아르테 한지륜 전석훈 원기종 |      | 촌부리             |
| 2월 9일  | 동의대학교                    | 승   | 1-0    | 김민서                        |      | 기장월드컵빌리지   |
| 2월 12일 | 김포시민축구단                | 승   | 3-2    | 안지호 김동섭 이경렬          |      | 기장월드컵빌리지   |
| 2월 13일 | 울산시민축구단                | 승   | 2-0    | 전석훈 이현성                 |      | 기장월드컵빌리지   |
| 2월 16일 | 옌볜 푸더                     | 무   | 0-0    |                               |      | 울산방어진체육공원 |
| 2월 19일 | 상주 상무                     | 패   | 0-2    |                               |      | 기장월드컵빌리지   |
| 2월 21일 | 경주시민축구단                |      |        |                               |      | 기장월드컵빌리지   |

## 정규시즌

### 전반기
- 1라운드 
 vs

```
선발 명단 :
대기 명단 :
```

### 여름 이적시장
수비에 불안을 느끼던 서울 이랜드는 여름 이적시장을 통하여 수비 보강을 개시하였다. 우선 6월 10일 2년 간 사회복무요원 생활을 마친 풀백 이재훈이 소집 해제 후 팀에 복귀했다. 6월 26일 6개월 간 팀을 찾던 풀백 최종환을 자유계약으로 영입했다. 7월 10일 강원 FC로부터 센터백 이태호를 6개월 간 임대하는 데에 합의했다.

## 경기 결과

### K리그2
| 1 2019년 3월 3일 일요일 | 서울 이랜드  | 0 : 2  | 광주 FC                             | 서울올림픽주경기장          |  |  |
| 15:00                   | 두아르테 48′ | 리포트 | 펠리페 4′ · 여름 9′ (도움 : 펠리페) | 관중 수: 3,644 심판: 조지음 |  |  |
|                         |              |        |                                     |                             |  |  |

| 2 2019년 3월 9일 토요일 | 서울 이랜드                                          | 1 : 1  | 안산 그리너스            | 서울올림픽주경기장          |  |  |
| 15:00                   | 알렉스 14′ (도움 : 이경렬) · 이현성 44′ · 김영광 64′ | 리포트 | 최호주 95′ (도움 : 마사) | 관중 수: 2,710 심판: 최현재 |  |  |
|                         |                                                      |        |                          |                             |  |  |

| 3 2019년 3월 17일 일요일 | 대전 시티즌 | 0 : 0  | 서울 이랜드             | 대전월드컵경기장            |  |  |
| 13:00                    | 김승섭 16′  | 리포트 | 마스다 25′ · 이경렬 83′ | 관중 수: 4,370 심판: 최광호 |  |  |
|                          |             |        |                         |                             |  |  |

| 4 2019년 3월 30일 토요일 | 아산 무궁화                                          | 3 : 1  | 서울 이랜드 | 이순신종합운동장            |  |  |
| 15:00                    | 오세훈 40′ · 고무열 69′ · 박민서 84′ (도움 : 안현범) | 리포트 | 웨슬리 72′  | 관중 수: 1,361 심판: 최대우 |  |  |
|                          |                                                      |        |             |                             |  |  |

| 5 2019년 4월 6일 토요일 | 서울 이랜드 | 1 : 1  | 수원 FC                   | 천안종합운동장              |  |  |
| 15:00                   | 쿠티뉴 4′   | 리포트 | 백성동 1′ (도움 : 이재안) | 관중 수: 2,887 심판: 김영수 |  |  |
|                         |             |        |                           |                             |  |  |

| 6 2019년 4월 14일 일요일 | 서울 이랜드                                                                                       | 4 : 1  | FC 안양    | 천안종합운동장              |  |  |
| 13:00                    | 서경주 38′ · 쿠티뉴 67′ (도움 : 허범산) · 김민균 74′ (도움 : 김경준) · 쿠티뉴 79′ (도움 : 김민균) | 리포트 | 김상원 24′ | 관중 수: 1,316 심판: 정희수 |  |  |
|                          |                                                                                                   |        |            |                             |  |  |

| 7 2019년 4월 22일 월요일 | 전남 드래곤즈             | 1 : 1  | 서울 이랜드                | 광양축구전용구장            |  |  |
| 19:00                    | 김영욱 3′ (도움 : 최효진) | 리포트 | 알렉스 92′ (도움 : 쿠티뉴) | 관중 수: 1,359 심판: 성덕효 |  |  |
|                          |                           |        |                            |                             |  |  |

| 8 2019년 4월 27일 토요일 | 서울 이랜드                | 1 : 2  | 부천 FC 1995                                   | 천안종합운동장              |  |  |
| 15:00                    | 유정완 88′ (도움 : 김민균) | 리포트 | 김륜도 31′ (도움 : 안태현) 81′ (도움 : 문기한) | 관중 수: 3,215 심판: 최일우 |  |  |
|                          |                            |        |                                                |                             |  |  |

| 9 2019년 5월 1일 수요일 | 부산 아이파크                                                                              | 4 : 1  | 서울 이랜드                | 구덕운동장                  |  |  |
| 20:00                   | 김명준 16′ (도움 : 호물로) 70′ · 한지호 24′ (도움 : 이동준) · 노보트니 81′ (도움 : 박종우) | 리포트 | 쿠티뉴 68′ (도움 : 김영광) | 관중 수: 2,275 심판: 조지음 |  |  |
|                         |                                                                                            |        |                            |                             |  |  |

| 10 2019년 5월 5일 일요일 | 수원 FC                                                                       | 1 : 3  | 서울 이랜드                  | 수원종합운동장              |  |  |
| 17:00                    | 아니에르 46′ (도움 : 백성동) · 치솜 49′ (도움 : 아니에르) 56′ (도움 : 박요한) | 리포트 | 알렉스 24′ (도움 : 두아르테) | 관중 수: 3,205 심판: 채상협 |  |  |
|                          |                                                                               |        |                              |                             |  |  |

| 11 2019년 5월 11일 일요일 | 서울 이랜드 | 1 : 1  | 대전 시티즌              | 천안종합운동장              |  |  |
| 17:00                     | 쿠티뉴 82′  | 리포트 | 키쭈 11′ (도움 : 황재훈) | 관중 수: 2,298 심판: 최현재 |  |  |
|                           |             |        |                          |                             |  |  |

| 12 2019년 5월 20일 일요일 | 광주 FC                                                            | 3 : 1  | 서울 이랜드                | 광주월드컵경기장            |  |  |
| 19:30                     | 김정환 29′ (도움 : 이으뜸) · 윌리안 39′ (도움 : 이으뜸) · 여름 79′ | 리포트 | 쿠티뉴 74′ (도움 : 김경준) | 관중 수: 2,028 심판: 서동진 |  |  |
|                           |                                                                    |        |                            |                             |  |  |

| 13 2019년 5월 25일 토요일 | FC 안양    | 2 : 1 | 서울 이랜드                                      | 안양종합운동장              |  |  |
| 19:00                     | 조규성 88′ |       | 권기표 29′ (도움 : 김민균) · 김영광 47′ (자책골) | 관중 수: 3,013 심판: 김덕철 |  |  |
|                           |            |       |                                                  |                             |  |  |

| 14 2019년 6월 2일 일요일 | 서울 이랜드 | 0 : 2 | 아산 무궁화             | 천안종합운동장              |  |  |
| 17:00                    |             |       | 이명주 38′ · 송환영 91′ | 관중 수: 4,752 심판: 신용준 |  |  |
|                          |             |       |                         |                             |  |  |

| 15 2019년 6월 17일 일요일 | 서울 이랜드 | 0 : 1 | 전남 드래곤즈     | 천안종합운동장              |  |  |
| 19:00                     |             |       | 브루누 누니스 30′ | 관중 수: 3,057 심판: 김대용 |  |  |
|                           |             |       |                   |                             |  |  |

| 16 2019년 6월 24일 토요일 | 부천 FC 1995                       | 3 : 2 | 서울 이랜드             | 부천종합운동장              |  |  |
| 19:30                     | 임동혁 25′ · 말론 50′ · 감한솔 60′ |       | 박성우 85′ · 알렉스 92′ | 관중 수: 1,372 심판: 김영수 |  |  |
|                           |                                    |       |                         |                             |  |  |

| 17 2019년 6월 29일 토요일 | 안산 그리너스 | 1 : 0 | 서울 이랜드        | 안산와~스타디움             |  |  |
| 19:00                     |               |       | 이병욱 7′ (자책골) | 관중 수: 1,454 심판: 송민석 |  |  |
|                           |               |       |                    |                             |  |  |

| 18 2019년 7월 6일 토요일 | 서울 이랜드                          | 3 : 1 | 부산 아이파크 | 천안종합운동장              |  |  |
| 19:00                    | 김명준 11′ · 이정협 38′ · 이동준 54′ |       | 쿠티뉴 3′     | 관중 수: 3,682 심판: 서동진 |  |  |
|                          |                                      |       |               |                             |  |  |

| 19 2019년 7월 14일 일요일 | 서울 이랜드 | 0 : 2 | 광주 FC                 | 천안종합운동장              |  |  |
| 19:00                     |             |       | 윌리안 23′ · 김정환 60′ | 관중 수: 3,630 심판: 정희수 |  |  |
|                           |             |       |                         |                             |  |  |

| 20 2019년 7월 21일 일요일 | 아산 무궁화         | 3 : 2 | 서울 이랜드                                 | 이순신종합운동장            |  |  |
| 19:00                     | 고무열 9′, 44′ (65) |       | 웨즐레이 알레스 마이올리누 76′ · 김민균 85′ | 관중 수: 3,185 심판: 오현진 |  |  |
|                           |                     |       |                                             |                             |  |  |

| 21 2019년 7월 28일 일요일 | 전남 드래곤즈 | 0 : 1 | 서울 이랜드 | 광양축구전용구장            |  |  |
| 20:00                     |               |       | 원기종 30′  | 관중 수: 2,486 심판: 최일우 |  |  |
|                           |               |       |             |                             |  |  |

| 22 2019년 8월 4일 일요일 | 서울 이랜드  | 1 : 0 | 부천 FC 1995 | 서울올림픽주경기장          |  |  |
| 20:00                    | 두아르테 53′ |       |              | 관중 수: 2,332 심판: 서동진 |  |  |
|                          |              |       |              |                             |  |  |

| 23 2019년 8월 12일 월요일 | 서울 이랜드             | 2 : 1 | 수원 FC             | 서울올림픽주경기장          |  |  |
| 20:00                     | 김민균 18′ · 이태호 87′ |       | 치솜 아솜발롱가 12′ | 관중 수: 1,609 심판: 채상협 |  |  |
|                           |                         |       |                     |                             |  |  |

| 24 2019년 8월 18일 일요일 | 서울 이랜드               | 2 : 0 | FC 안양 | 서울올림픽주경기장          |  |  |
| 20:00                     | 두아르테 21′ · 김경준 50′ |       | 최호정  | 관중 수: 2,846 심판: 김도연 |  |  |
|                           |                           |       |         |                             |  |  |

| 25 2019년 8월 24일 일요일 | 서울 이랜드  | 1 : 3 | 안산 그리너스                         | 서울올림픽주경기장          |  |  |
| 19:00                     | 두아르테 24′ |       | 빈치씽코 3′ · 장혁진 46′ · 곽성욱 91′ | 관중 수: 3,169 심판: 정희수 |  |  |
|                           |              |       |                                       |                             |  |  |

| 26 2019년 8월 31일 토요일 | 서울 이랜드                                   | 3 : 3 | 부산 아이파크          | 서울올림픽주경기장          |  |  |
| 20:00                     | 김민균 30′ · 최한솔 54′ · 도글라스 코치뉴 78′ |       | 노보트니 13′, 30′ (34) | 관중 수: 4,407 심판: 신용준 |  |  |
|                           |                                               |       |                        |                             |  |  |

| 27 2019년 9월 14일 토요일 | 대전 시티즌 | 1 : 0 | 서울 이랜드 | 대전월드컵경기장            |  |  |
| 19:00                     | 김승섭 81′  |       | 안지호      | 관중 수: 1,213 심판: 김영수 |  |  |
|                           |             |       |             |                             |  |  |

| 28 2019년 9월 17일 화요일 | 서울 이랜드                | 2 : 2 | 전남 드래곤즈                  | 천안종합운동장              |  |  |
| 19:30                     | 두아르테 4′ · 최종환 90+3′ |       | 브루누 누니스 47′ · 정재희 58′ | 관중 수: 2,693 심판: 최광호 |  |  |
|                           |                            |       |                                |                             |  |  |

| 29 2019년 9월 22일 일요일 | FC 안양                                                   | 5 : 2 | 서울 이랜드               | 안양종합운동장              |  |  |
| 17:00                     | 모재현 8′ · 조규성 15′ (56) · 이정빈 50′ · 팔라시오스 74′ |       | 두아르테 80′ · 김경준 92′ | 관중 수: 1,951 심판: 정희수 |  |  |
|                           |                                                           |       |                           |                             |  |  |

| 30 2019년 9월 28일 토요일 | 광주 FC                             | 3 : 1 | 서울 이랜드 | 광주월드컵경기장            |  |  |
| 17:00                     | 이으뜸 9′ · 두현석 18′ · 펠리페 61′ |       | 원기종 50′  | 관중 수: 1,338 심판: 채상협 |  |  |
|                           |                                     |       |             |                             |  |  |

| 31 2019년 10월 1일 화요일 | 서울 이랜드 | 1 : 1 | 아산 무궁화 | 천안종합운동장              |  |  |
| 19:30                     | 전석훈 16′  |       | 민준영 9′   | 관중 수: 4,033 심판: 최광호 |  |  |
|                           |             |       |             |                             |  |  |

| 32 2019년 10월 5일 토요일 | 안산 그리너스             | 2 : 0 | 서울 이랜드 | 안산와~스타디움             |  |  |
| 15:00                     | 빈치씽코 45′ · 김대열 58′ |       |             | 관중 수: 4,076 심판: 서동진 |  |  |
|                           |                           |       |             |                             |  |  |

| 33 2019년 10월 20일 일요일 | 수원 FC      | 1 : 1 | 서울 이랜드 | 수원종합운동장              |  |  |
| 15:00                      | 아니에르 34′ |       | 전석훈 46′  | 관중 수: 2,919 심판: 최현재 |  |  |
|                            |              |       |             |                             |  |  |

| 34 2019년 10월 26일 토요일 | 서울 이랜드             | 2 : 2 | 대전 시티즌       | 천안종합운동장              |  |  |
| 15:00                      | 원기종 51′ · 권기표 55′ |       | 안토니오 46′ (64) | 관중 수: 3,542 심판: 정희수 |  |  |
|                            |                         |       |                   |                             |  |  |

| 35 2019년 11월 2일 토요일 | 부천 FC 1995                 | 3 : 2 | 서울 이랜드             | 부천종합운동장              |  |  |
| 13:00                     | 조수철 55′ · 말론 68′ (90+3) |       | 권기표 44′ · 김경준 82′ | 관중 수: 2,854 심판: 조지음 |  |  |
|                           |                              |       |                         |                             |  |  |

| 36 2019년 11월 9일 토요일 | 서울 이랜드                            | 3 : 5 | 부산 아이파크                                             | 서울올림픽주경기장          |  |  |
| 15:00                     | 김경준 19′ · 원기종 43′ · 김민균 90+1′ |       | 지에구 마우리시우 38′ (53) · 이동준 48′ (69) · 한지호 79′ | 관중 수: 3,874 심판: 최현재 |  |  |
|                           |                                        |       |                                                           |                             |  |  |

}}

#### K리그 라운드별 결과
| R      | 1  | 2  | 3  | 4  | 5  | 6  | 7  | 8  | 9  | 10 | 11 | 12 | 13 | 14 | 15 | 16 | 17 | 18 | 19 | 20 | 21 | 22 | 23 | 24 | 25 | 26 | 27 | 28 | 29 | 30 | 31 | 32 | 33 | 34 | 35 | 36 |
| ------ | -- | -- | -- | -- | -- | -- | -- | -- | -- | -- | -- | -- | -- | -- | -- | -- | -- | -- | -- | -- | -- | -- | -- | -- | -- | -- | -- | -- | -- | -- | -- | -- | -- | -- | -- | -- |
| 경기장 | H  | H  | A  | A  | H  | H  | A  | H  | A  | A  | H  | A  | A  | H  | H  | A  | A  | H  | H  | A  | A  | H  | H  | H  | H  | H  | A  | H  | A  | A  | H  | A  | A  | H  | A  | H  |
| 결과   | 패 | 무 | 무 | 패 | 무 | 승 | 무 | 패 | 패 | 패 | 무 | 패 | 패 | 패 | 패 | 패 | 패 | 패 | 패 | 패 | 승 | 승 | 승 | 승 | 패 | 무 | 패 | 무 | 패 | 패 | 무 | 패 | 무 | 무 | 패 | 패 |
| 순위   | 9  | 8  | 9  | 10 | 10 | 8  | 9  | 10 | 10 | 10 | 10 | 10 |    |    |    |    |    |    |    |    |    |    |    |    |    |    |    |    |    |    |    |    |    |    |    |    |

최종 업데이트: 2019년 12월 1일.
출처: K리그

홈/어웨이: A = 어웨이; H = 홈. 결과: 무 = 무승부; 패 = 패배; 승 = 승리; P = 연기됨.

#### K리그 구장별 결과
| 전체 | 전체 | 전체 | 전체 | 전체 | 전체 | 전체 | 전체 | 홈 | 홈 | 홈 | 홈 | 홈 | 홈 | 어웨이 | 어웨이 | 어웨이 | 어웨이 | 어웨이 | 어웨이 |
| 경기 | 승점 | 승   | 무   | 패   | 득   | 실   | 차   | 승 | 무 | 패 | 득 | 실 | 차 | 승     | 무     | 패     | 득     | 실     | 차     |
| ---- | ---- | ---- | ---- | ---- | ---- | ---- | ---- | -- | -- | -- | -- | -- | -- | ------ | ------ | ------ | ------ | ------ | ------ |
| 36   | 25   | 5    | 10   | 21   | 42   | 71   | -29  | 4  | 7  | 7  | 25 | 31 | -6 | 1      | 3      | 14     | 17     | 40     | -23    |

출처: K리그

## FA컵

### FA컵
| 3 2019년 3월 27일 수요일 | 부천 FC 1995 | 1 : 3 (연장) | 서울 이랜드                                                                             | 부천종합운동장            |  |  |
| 19:30 UTC+9              | 정택훈 14′   |              | 알렉스 73′ (도움 : 한지륜) · 고준영 99′ (도움 : 두아르테) · 쿠티뉴 114′ (도움 : 알렉스) | 관중 수: 576 심판: 채상협 |  |  |
|                          |              |              |                                                                                         |                           |  |  |

| 32강 2019년 4월 17일 수요일 | 호남대학교 | 0 : 1  | 서울 이랜드         | 호남대학교 인조잔디구장 |  |  |
| 14:00 UTC+9                 |            | 리포트 | 원기종 53′ (페널티) | 관중 수: ?              |  |  |
|                             |            |        |                     |                         |  |  |

| 16강 2019년 5월 15일 수요일 | 대전 코레일             | 2 : 0  | 서울 이랜드 | 한밭종합운동장            |  |  |
| 19:00 UTC+9                 | 곽철호 15′ · 김상균 32′ | 리포트 |             | 관중 수: 174 심판: 김도연 |  |  |
|                             |                         |        |             |                           |  |  |

## 선수단

### 현재 선수단
참고: FIFA 자격 규정에 따라 소속된 국가대표팀 국기를 표시합니다. 선수는 복수의 FIFA 비회원국 국적을 가지고 있을 수 있습니다.
| 번호 | 포지션 | 국적 | 이름                                     |
| ---- | ------ | ---- | ---------------------------------------- |
| 1    | GK     |      | 김영광                                   |
| 2    | DF     |      | 서경주                                   |
| 3    | MF     |      | 박성우                                   |
| 4    | DF     |      | 변준범                                   |
| 5    | DF     |      | 안지호                                   |
| 6    | MF     |      | 마스다 지카시 (시미즈 에스펄스에서 임대) |
| 7    | FW     |      | 이현성                                   |
| 8    | MF     |      | 허범산                                   |
| 9    | FW     |      | 김동섭                                   |
| 10   | FW     |      | 두아르테                                 |
| 11   | MF     |      | 전석훈                                   |
| 13   | MF     |      | 유정완                                   |
| 14   | MF     |      | 김민균                                   |
| 15   | DF     |      | 이경렬                                   |
| 16   | MF     |      | 한지륜                                   |
| 17   | FW     |      | 김경준 (대구에서 임대)                   |
| 18   | MF     |      | 원기종                                   |

| 번호 | 포지션 | 국적 | 이름                   |
| ---- | ------ | ---- | ---------------------- |
| 19   | MF     |      | 최한솔                 |
| 20   | DF     |      | 이병욱                 |
| 21   | DF     |      | 윤성열                 |
| 22   | MF     |      | 윤상호                 |
| 23   | MF     |      | 권기표 (포항에서 임대) |
| 25   | GK     |      | 강정묵                 |
| 27   | DF     |      | 김도윤                 |
| 28   | FW     |      | 이민규                 |
| 29   | MF     |      | 김민서                 |
| 30   | FW     |      | 알렉스                 |
| 31   | GK     |      | 김영호                 |
| 32   | MF     |      | 고준영                 |
| 41   | GK     |      | 서동현                 |
| 50   | FW     |      | 도글라스 코치뉴        |
| 55   | DF     |      | 김동철                 |
| 65   | DF     |      | 김호준                 |
| 77   | MF     |      | 김태현                 |
| 99   | MF     |      | 이상헌                 |

### 임대 및 군 복무 중인 선수
참고: FIFA 자격 규정에 따라 소속된 국가대표팀 국기를 표시합니다. 선수는 복수의 FIFA 비회원국 국적을 가지고 있을 수 있습니다.
| 번호 | 포지션 | 국적 | 이름                              |
| ---- | ------ | ---- | --------------------------------- |
| —    | DF     |      | 조향기 (창원시청 축구단으로 임대) |
| —    | DF     |      | 김지훈 (포천 시민축구단으로 임대) |

## 이적시장

### IN
| #  | 이름                       | 포지션 | 이전구단              | 이적유형  | 이적시기      | 계약기간 | 이적료 | 비고                             |
| -- | -------------------------- | ------ | --------------------- | --------- | ------------- | -------- | ------ | -------------------------------- |
| 1  | 서경주                     | DF     | 전주대학교            | 자유계약  | 겨울 이적시장 |          |        | 신인                             |
| 2  | 김호준                     | DF     | 인천대학교            | 자유계약  | 겨울 이적시장 |          |        | 신인                             |
| 3  | 이상헌                     | MF     | 서울 이랜드 U-18      | 자유계약  | 겨울 이적시장 |          |        | 신인, 구단 역사상 최초 유스 출신 |
| 4  | 고준영                     | MF     | 천안제일고등학교      | 자유계약  | 겨울 이적시장 |          |        | 신인                             |
| 5  | 김민서                     | MF     | 부평고등학교          | 자유계약  | 겨울 이적시장 |          |        | 신인                             |
| 6  | 변준범                     | DF     | 방포레 고후           | 자유계약  | 겨울 이적시장 |          |        |                                  |
| 7  | 권기표                     | DF     | 포항 스틸러스         | 임대      | 겨울 이적시장 | 1년      |        |                                  |
| 8  | 김경준                     | FW     | 대구 FC               | 임대      | 겨울 이적시장 | 1년      |        |                                  |
| 9  | 윤상호                     | MF     | 인천 유나이티드       | 자유계약  | 겨울 이적시장 |          |        |                                  |
| 10 | 마스다 지카시              | MF     | 시미즈 에스펄스       | 임대      | 겨울 이적시장 | 1년      |        |                                  |
| 11 | 호브종 카를루스 두아르치   | MF     | 고이아스              |           | 겨울 이적시장 |          |        |                                  |
| 12 | 김태현                     | DF     | 안산 그리너스         | 자유계약  | 겨울 이적시장 |          |        |                                  |
| 13 | 김영호                     | GK     | 송호대학교            | 자유계약  | 겨울 이적시장 |          |        | 신인                             |
| 14 | 서동현                     | GK     | 상지대학교            | 자유계약  | 겨울 이적시장 |          |        | 신인                             |
| 15 | 이경렬                     | DF     | 전남 드래곤즈         | 완전 이적 | 겨울 이적시장 |          |        |                                  |
| 16 | 김동섭                     | FW     | 부산 아이파크         | 자유계약  | 겨울 이적시장 |          |        |                                  |
| 17 | 웨즐레이 알레스 마이올리누 | FW     | FC 안양               | 완전 이적 | 겨울 이적시장 |          |        |                                  |
| 18 | 김민균                     | MF     | FC 안양               | 자유계약  | 겨울 이적시장 |          |        | 아산 무궁화 전역 직후 영입       |
| 19 | 김도윤                     | DF     | 푸엔라브라다          | 자유계약  | 겨울 이적시장 |          |        |                                  |
| 20 | 허범산                     | MF     | 제주 유나이티드       | 완전 이적 | 겨울 이적시장 |          |        | 아산 무궁화 전역 직후 영입       |
| 21 | 도글라스 코치뉴            | FW     | 아틀레치쿠 파라나엔시 | 임대      | 겨울 이적시장 | 1년      |        |                                  |
|    |                            |        |                       |           |               |          |        |                                  |
| 1  | 이재훈                     | DF     | 경주 시민             | 자유 계약 | 여름 이적시장 |          |        |                                  |
| 2  | 최종환                     | DF     | 무소속                | 자유 계약 | 여름 이적시장 |          |        |                                  |
| 3  | 이태호                     | DF     | 강원 FC               | 임대      | 여름 이적시장 |          |        |                                  |

### OUT
| #  | 이름                | 포지션 | 이적구단             | 이적유형  | 이적시기      | 계약기간 | 이적료 | 비고              |
| -- | ------------------- | ------ | -------------------- | --------- | ------------- | -------- | ------ | ----------------- |
| 1  | 전민광              | DF     | 포항 스틸러스        | 완전 이적 | 겨울 이적시장 |          |        |                   |
| 2  | 주민규              | FW     | 울산 현대            | 완전 이적 | 겨울 이적시장 |          |        |                   |
| 3  | 최오백              | FW     | 성남 FC              | 완전 이적 | 겨울 이적시장 |          |        |                   |
| 4  | 조재완              | MF     | 강원 FC              | 완전 이적 | 겨울 이적시장 |          |        |                   |
| 5  | 조향기              | DF     | 창원시청             | 임대      | 겨울 이적시장 |          |        | 계약 연장         |
| 6  | 디에고 비엘키에비츠 | FW     | 레인저스 데 탈카     | 계약 만료 | 겨울 이적시장 |          |        |                   |
| 7  | 최치원              | MF     | 경주 시민축구단      | 계약 만료 | 겨울 이적시장 |          |        |                   |
| 8  | 김창욱              | MF     |                      | 계약 만료 | 겨울 이적시장 |          |        | 은퇴 후 현역 입대 |
| 9  | 김준태              | MF     | 화성 FC (플레잉코치) | 계약 만료 | 겨울 이적시장 |          |        |                   |
| 10 | 김재웅              | MF     |                      | 계약 만료 | 겨울 이적시장 |          |        |                   |
| 11 | 김재현              | DF     | 경주 한수원          | 계약 만료 | 겨울 이적시장 |          |        |                   |
| 12 | 고차원              | MF     | 천안시청             | 계약 만료 | 겨울 이적시장 |          |        |                   |
| 13 | 조찬호              | FW     |                      | 계약 만료 | 겨울 이적시장 |          |        |                   |
| 14 | 김태은              | DF     | 대전 코레일          | 계약 만료 | 겨울 이적시장 |          |        |                   |
| 15 | 조용태              | MF     |                      | 계약 만료 | 겨울 이적시장 |          |        |                   |
| 16 | 이예찬              | DF     | 목포시청             | 계약 만료 | 겨울 이적시장 |          |        |                   |
| 17 | 안동혁              | DF     |                      | 계약 만료 | 겨울 이적시장 |          |        |                   |
| 18 | 안성빈              | DF     | FC 안양              | 계약 만료 | 겨울 이적시장 |          |        |                   |
| 19 | 안지현              | GK     |                      | 계약 만료 | 겨울 이적시장 |          |        | 은퇴              |
| 20 | 이그나시오 에레라   | MF     |                      | 계약 만료 | 겨울 이적시장 |          |        |                   |
| 21 | 이반 헤르체그       | DF     |                      | 계약 만료 | 겨울 이적시장 |          |        |                   |
| 22 | 탁우선              | FW     |                      | 계약 만료 | 겨울 이적시장 |          |        | 은퇴              |
| 23 | 감한솔              | DF     | 부천 FC 1995         | 완전 이적 | 겨울 이적시장 |          |        |                   |
| 24 | 김지훈              | DF     | 포천 시민            | 임대      | 겨울 이적시장 |          |        | 1년               |
|    |                     |        |                      |           |               |          |        |                   |
| 1  |                     |        |                      |           |               |          |        |                   |

#### 임대 및 군입대
| # | 이름   | 포지션 | 임대구단        | 이적시기   | 임대기간 | 임대료 | 비고 |
| - | ------ | ------ | --------------- | ---------- | -------- | ------ | ---- |
| 1 | 김지훈 | DF     | 포천 시민축구단 | 2019년 1월 | 1년      |        |      |
| 2 | 조향기 | DF     | 창원시청        | 2018년 1월 | 1년      |        |      |
| 3 | 김영호 | GK     | 춘천 시민       | 2019년 6월 | 6개월    |        |      |

## 시즌 통계

### K리그2기록
| 시즌 | 리그 팀수 | 최종 순위 | 경기수 | 승 | 무 | 패 | 득 | 실 | 차  | 승점 | 감독                 |
| ---- | --------- | --------- | ------ | -- | -- | -- | -- | -- | --- | ---- | -------------------- |
| 2019 | 10        | 10        | 36     | 5  | 10 | 21 | 43 | 71 | -28 | 25   | 김현수 우성용 (대행) |

### 시즌 전 대회 기록
| 시즌 | 리그 팀수 | K리그2 | FA컵 | 감독                 |
| ---- | --------- | ------ | ---- | -------------------- |
| 2019 | 10        | 10위   | 16강 | 김현수 우성용 (대행) |

### 관중 기록
| 시즌 | 시즌 총관중 | K리그2 총관중 / 평균관중 | K리그2 최다관중 / 최소관중 | 관중 순위 | 비고 |
| ---- | ----------- | ------------------------ | -------------------------- | --------- | ---- |
| 2019 |             |                          |                            |           |      |

- 시즌 총관중수는 K리그2, FA컵, AFC 챔피언스리그의 공식 홈경기 관중수의 총계이며 친선 경기 관중수는 포함하지 않는다.

## 선수 통계

### 선수단 통계
| 번호 | 포지션 | 이름     | 리그   | 리그 | 리그 | FA컵 | FA컵 | FA컵 | 통합   | 통합 | 통합 | 카드 | 카드 | 카드 |
| 번호 | 포지션 | 이름     | 경기   | 득점 | 도움 | 경기 | 득점 | 도움 | 경기   | 득점 | 도움 |      |      |      |
| ---- | ------ | -------- | ------ | ---- | ---- | ---- | ---- | ---- | ------ | ---- | ---- | ---- | ---- | ---- |
| 1    | GK     | 김영광   | 34     | 0    | 0    | 0    | 0    | 0    | 34     | 0    | 0    | 1    | 0    |      |
| 2    | DF     | 서경주   | 12(3)  | 1    | 0    | 0    | 0    | 0    | 12(3)  | 1    | 0    | 3    | 0    |      |
| 3    | MF     | 박성우   | 7(3)   | 0    | 0    | 1(1) | 0    | 0    | 8(4)   | 1    | 0    | 3    | 0    |      |
| 4    | DF     | 변준범   | 21(2)  | 0    | 0    | 1    | 0    | 0    | 22(2)  | 0    | 0    | 4    | 0    |      |
| 5    | DF     | 안지호   | 12(2)  | 0    | 0    | 0    | 0    | 0    | 12(2)  | 0    | 0    | 0    | 1    |      |
| 6    | MF     | 마스다   | 11(1)  | 0    | 0    | 1(1) | 0    | 0    | 12(2)  | 0    | 0    | 3    | 0    |      |
| 7    | MF     | 이현성   | 11(9)  | 0    | 1    | 1(1) | 0    | 0    | 12(10) | 0    | 1    | 7    | 0    |      |
| 8    | MF     | 허범산   | 27(2)  | 0    | 3    | 0    | 0    | 0    | 27(2)  | 0    | 3    | 5    | 0    |      |
| 9    | FW     | 김동섭   | 0(1)   | 0    | 0    | 0    | 0    | 0    | 0(1)   | 0    | 0    | 0    | 0    |      |
| 10   | MF     | 두아르테 | 23(5)  | 6    | 4    | 1    | 0    | 1    | 24(5)  | 6    | 5    | 2    | 1    |      |
| 11   | MF     | 전석훈   | 6(7)   | 1    | 1    | 2(1) | 0    | 0    | 8(8)   | 0    | 0    | 1    | 0    |      |
| 13   | MF     | 유정완   | 5(6)   | 1    | 0    | 2    | 0    | 0    | 7(6)   | 1    | 0    | 2    | 0    |      |
| 14   | MF     | 김민균   | 28(4)  | 4    | 5    | 0    | 0    | 0    | 28(4)  | 4    | 5    | 4    | 0    |      |
| 15   | DF     | 이경렬   | 15     | 0    | 1    | 0    | 0    | 0    | 15     | 0    | 1    | 6    | 0    |      |
| 16   | MF     | 한지륜   | 6(1)   | 0    | 0    | 2    | 0    | 1    | 8(1)   | 0    | 1    | 1    | 0    |      |
| 17   | FW     | 김경준   | 15(11) | 4    | 2    | 1    | 0    | 0    | 16(11) | 4    | 2    | 1    | 0    |      |
| 18   | MF     | 원기종   | 17(9)  | 4    | 3    | 2(1) | 1    | 0    | 19(10) | 5    | 3    | 1    | 0    |      |
| 19   | MF     | 최한솔   | 12(1)  | 1    | 1    | 1    | 0    | 0    | 13(1)  | 1    | 1    | 4    | 0    |      |
| 20   | DF     | 이병욱   | 7(4)   | 0    | 0    | 2    | 0    | 0    | 9(4)   | 0    | 0    | 0    | 1    |      |
| 21   | MF     | 윤성열   | 9(1)   | 0    | 1    | 2    | 0    | 0    | 11(1)  | 0    | 1    | 0    | 0    |      |
| 22   | MF     | 윤상호   | 11(3)  | 0    | 1    | 2    | 0    | 0    | 13(3)  | 0    | 1    | 2    | 0    |      |
| 23   | DF     | 권기표   | 17(4)  | 3    | 1    | 1    | 0    | 0    | 18(4)  | 3    | 1    | 2    | 0    |      |
| 24   | DF     | 이태호   | 14(1)  | 1    | 0    | 0    | 0    | 0    | 14(1)  | 1    | 0    | 4    | 0    |      |
| 25   | GK     | 강정묵   | 2(1)   | 0    | 0    | 3    | 0    | 0    | 5(1)   | 0    | 0    | 0    | 0    |      |
| 27   | DF     | 김도윤   | 0      | 0    | 0    | 0    | 0    | 0    | 0      | 0    | 0    | 0    | 0    |      |
| 28   | FW     | 이민규   | 1(1)   | 0    | 0    | 3    | 0    | 0    | 4(1)   | 0    | 0    | 0    | 0    |      |
| 29   | MF     | 김민서   | 0      | 0    | 0    | 1    | 0    | 0    | 1      | 0    | 0    | 0    | 0    |      |
| 30   | FW     | 알렉스   | 12(13) | 6    | 0    | 0(1) | 1    | 1    | 13(14) | 7    | 1    | 1    | 0    |      |
| 31   | GK     | 김영호   | 0      | 0    | 0    | 0    | 0    | 0    | 0      | 0    | 0    | 0    | 0    |      |
| 32   | MF     | 고준영   | 2(6)   | 0    | 0    | 0(3) | 1    | 0    | 2(9)   | 1    | 0    | 0    | 0    |      |
| 33   | MF     | 이재훈   | 5      | 0    | 0    | 0    | 0    | 0    | 5      | 0    | 0    | 1    | 0    |      |
| 41   | GK     | 서동현   | 0      | 0    | 0    | 0    | 0    | 0    | 0      | 0    | 0    | 0    | 0    |      |
| 50   | FW     | 쿠티뉴   | 14(4)  | 8    | 1    | 1    | 1    | 0    | 15(4)  | 9    | 1    | 2    | 0    |      |
| 55   | DF     | 김동철   | 11(1)  | 0    | 0    | 1    | 0    | 0    | 12(1)  | 0    | 0    | 3    | 0    |      |
| 61   | DF     | 최종환   | 19     | 0    | 0    | 0    | 0    | 0    | 19     | 0    | 0    | 2    | 0    |      |
| 65   | DF     | 김호준   | 0      | 0    | 0    | 2(1) | 0    | 0    | 2(1)   | 0    | 0    | 0    | 0    |      |
| 77   | DF     | 김태현   | 10(1)  | 0    | 2    | 0    | 0    | 0    | 10(1)  | 0    | 0    | 1    | 0    |      |
| 99   | FW     | 이상헌   | 0      | 0    | 0    | 0    | 0    | 0    | 0      | 0    | 0    | 0    | 0    |      |
| ?    | ?      | 자책골   | 2      | 0    | 0    | 0    | 0    | 0    | 2      | 0    | 0    | -    | -    |      |

### 득점 상위 5
| 순위 | 포지션 | 이름     | 경기   | 득점 |
| ---- | ------ | -------- | ------ | ---- |
| 1    | FW     | 쿠티뉴   | 15(4)  | 9    |
| 2    | FW     | 알렉스   | 13(4)  | 7    |
| 3    | FW     | 두아르테 | 24(5)  | 6    |
| 4    | FW     | 원기종   | 19(10) | 5    |
| 5    | FW     | 김경준   | 16(11) | 4    |

### 도움 상위 5
| 순위 | 포지션 | 이름     | 경기   | 도움 |
| ---- | ------ | -------- | ------ | ---- |
| 1    | MF     | 두아르테 | 24(5)  | 5    |
| 2    | MF     | 김민균   | 28(4)  | 4    |
| 3    | FW     | 원기종   | 19(10) | 3    |
| 4    | MF     | 허범산   | 27(2)  | 3    |
| 5    | FW     | 김경준   | 16(11) | 2    |

- K리그2는 득점수와 도움수가 동일할 경우 출장경기수가 적은 선수, 출장경기수도 동일할 경우 출장시간이 적은 선수가 상위 순위가 된다.
- FA컵과 AFC 챔피언스리그는 득점수와 도움수로만 순위를 정한다.
- 통합순위에서 득점수가 동일할 경우 AFC 챔피언스리그, K리그2, FA컵 순서로 득점을 기록한 선수가 상위 순위가 된다.

## 전술 총평

### 주요 전술
김현수 감독은 빌드업을 중요시하길 원했으며, 기본적인 전술적인 틀은 3백을 가져갔다. 전반기 전술적인 형태를 보자면, 3백이 넓게 포진하여 빌드업을 시작하고 권기표나 서경주 같은 젊은 윙백들이 좌우에 배치하게 되어있었다. 빌드업이 전개 된 이후 상대편 박스에 많은 수의 선수들을 투입하여 지배적인 전개를 하고자 하였다. 그러나 기본적으로 센터백들의 기량미달에 의해 팀은 뒤에서부터 무너졌으며, 윙백들의 수비가담 또한 문제가 되었고, 안지호, 최한솔, 김동섭과 같은 주요 선수들이 장기 부상을 끊으면서 전반기 내내 좀처럼 나아지질 못했다.
후반기 최한솔이 복귀하면서 하프백 형태로 활용하기 시작하였고, 변형 3백으로 후반기를 맞이하여 반짝 4연승을 구가하기도 하였으나, 센터백의 수비실력은 여전히 문제가 되어 최하위로 시즌을 마감하게 되었다.

### 스타팅 11과 포메이션
포지션 별로 선발 라인업에 가장 많이 포함된 횟수 순으로 결정되었다.
| \| 배번 \| 포지션 \| 국적 \| 이름 \| 선발 \| 비고 \| \| ---- \| ------ \| ---- \| -------- \| ---- \| ------------------------------- \| \| 1 \| GK \| \| 김영광 \| 34 \| \| \| 15 \| DF \| \| 이경렬 \| 15 \| \| \| 4 \| DF \| \| 변준범 \| 21 \| \| \| 24 \| DF \| \| 이태호 \| 14 \| 여름이적시장 강원 FC로부터 임대 \| \| 61 \| DF \| \| 최종환 \| 19 \| 여름이적시장 자유계약 영입 \| \| 23 \| DF \| \| 권기표 \| 17 \| 포항 스틸러스로부터 임대 \| \| 8 \| MF \| \| 허범산 \| 27 \| \| \| 8 \| MF \| \| 김민균 \| 28 \| \| \| 10 \| FW \| \| 두아르테 \| 23 \| \| \| 17 \| FW \| \| 김경준 \| 15 \| \| \| 18 \| FW \| \| 원기종 \| 17 \| \| | 김영광 최종환 이태호 이경렬 변준범 권기표 허범산 김민균 김경준 두아르테 원기종 |          |          |      |                                 |
| 배번 | 포지션                                                                         | 국적     | 이름     | 선발 | 비고                            |
| 1 | GK                                                                             | 대한민국 | 김영광   | 34   |                                 |
| 15 | DF                                                                             | 대한민국 | 이경렬   | 15   |                                 |
| 4 | DF                                                                             | 대한민국 | 변준범   | 21   |                                 |
| 24 | DF                                                                             | 대한민국 | 이태호   | 14   | 여름이적시장 강원 FC로부터 임대 |
| 61 | DF                                                                             | 대한민국 | 최종환   | 19   | 여름이적시장 자유계약 영입      |
| 23 | DF                                                                             | 대한민국 | 권기표   | 17   | 포항 스틸러스로부터 임대        |
| 8 | MF                                                                             | 대한민국 | 허범산   | 27   |                                 |
| 8 | MF                                                                             | 대한민국 | 김민균   | 28   |                                 |
| 10 | FW                                                                             | 브라질   | 두아르테 | 23   |                                 |
| 17 | FW                                                                             | 대한민국 | 김경준   | 15   |                                 |
| 18 | FW                                                                             | 대한민국 | 원기종   | 17   |                                 |

최종 확인일자: 2019년 12월 1일
출처: 스쿼드 통계, 선발 포메이션.

공식 경기만 해당.

국가: (국적국과 출생국이 다른 경우) 첫 번째=국적국, 두 번째=출생국